# نورثروب

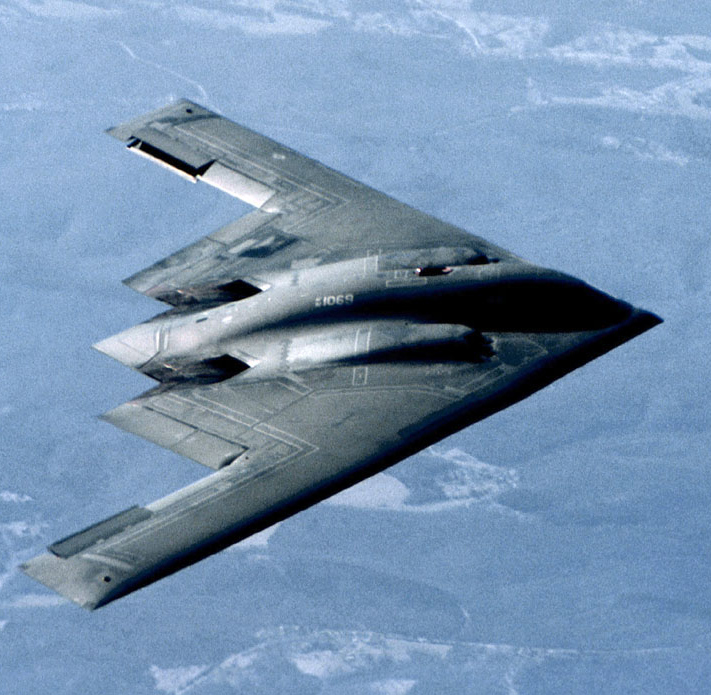
طائرة نورثروب بي 2

نورثروب (بالإنجليزية: Northrop)‏ شركة أمريكية لإنتاج الطائرات، تأسست الشركة عام 1939 حتى اندماجها مع شركة غرومان تحت اسم نورثروب غرومان.
شمل إنتاج الشركة خلال تاريخها العديد من الطائرات منها طائرة الهجوم الأرضي بي 2 والإف-5.

## منتجاتها من الطائرات
- نورثروب YA-9
- نورثروب YA-13
- نورثروب A-17
- نورثروب ألفا
- نورثروب B-2 Spirit
- نورثروب YB-35
- نورثروب YB-49
- نورثروب BT
- نورثروب بيتا
- نورثروب C-19 ألفا
- نورثروب YC-125 رايدر
- دلتا نورثروب
- نورثروب F-5 مقاتلة الحرية والنمر الثاني
- نورثروب F-15 مراسل
- نورثروب YF-17
- نورثروب F-20 قرش البري
- نورثروب YF-23
- نورثروب F-89 العقرب
- نورثروب XFT
- نورثروب غاما
- نورثروب HL-10
- نورثروب M2-F2
- نورثروب M2-F3
- نورثروب N-1M
- نورثروب N-3PB
- نورثروب N-9M
- نورثروب N-102 فانغ
- نورثروب XP-56 أسود رصاصة
- نورثروب ف 61 الارملة السوداء
- نورثروب XP-79
- نورثروب T-38 تالون
- نورثروب الضمنية الأزرق
- نورثروب X-4 بانتام
- نورثروب X-21

## انظر ايضًا
- نورثروب بيتا
- نورثروب ألفا
- نورثروب غاما
- نورثروب إف-5
- نورثروب غرومان